# 牧歌集
《牧歌集》（英語： /ˈɛklɒɡz/；拉丁語： [ˈɛkloɡaj]），古罗马诗人维吉尔的代表性作品。
《牧歌》长达10章，被认为是拉丁语文学的典范之作，有着古罗马的田园诗色彩。

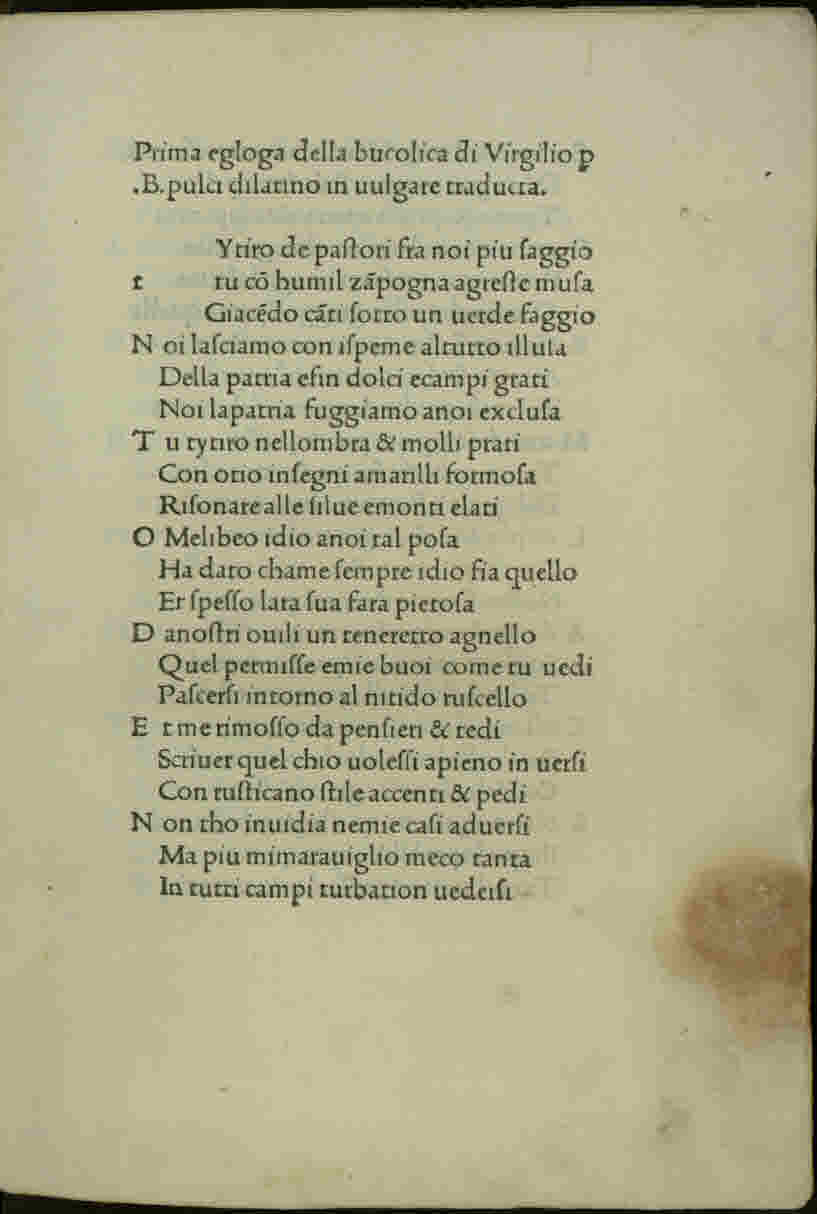
Bucolica (1481)

维吉尔的代表性作品有：《农事诗》、《牧歌》、《埃涅阿斯纪》。

## 内容
《牧歌》分为10章，主要描写古罗马牧人的爱情、生活和自然环境。

## 译著
简体中文版本已经由翻译家杨宪益、王焕生译出。